# 1860 Барбароса
1860 Барбароса (енгл. 1860 Barbarossa) је астероид главног астероидног појаса чија средња удаљеност од Сунца износи 2,567 астрономских јединица (АЈ).
Апсолутна магнитуда астероида је 11,7.